# Communauté de communes du canton de Varilhes
La communauté de communes du canton de Varilhes est une ancienne communauté de communes française, située dans le département de l'Ariège et la région Occitanie. Créée en 1990, elle a fusionné au 1er janvier 2017 avec la Communauté de communes du Pays de Foix pour former la Communauté d'agglomération Pays Foix-Varilhes.

## Composition
À sa disparition, la communauté de communes regroupait 18 communes :
| Nom                     | Code Insee | Gentilé           | Superficie (km2) | Population (dernière pop. légale) | Densité (hab./km2) |
| ----------------------- | ---------- | ----------------- | ---------------- | --------------------------------- | ------------------ |
| Varilhes (siège)        | 09324      | Varilhois         | 11,76            | 3 328 (2014)                      | 283                |
| Artix                   | 09021      | Artisiens         | 7,35             | 143 (2014)                        | 19                 |
| Calzan                  | 09072      | Calzanéens        | 3,99             | 29 (2014)                         | 7,3                |
| Cazaux                  | 09090      | Cazausois         | 7,37             | 48 (2014)                         | 6,5                |
| Coussa                  | 09101      | Coussanois        | 7,71             | 239 (2014)                        | 31                 |
| Crampagna               | 09103      | Crampagnais       | 10,02            | 781 (2014)                        | 78                 |
| Dalou                   | 09104      | Dalousiens        | 7,66             | 753 (2014)                        | 98                 |
| Gudas                   | 09137      | Gudassois         | 10,73            | 175 (2014)                        | 16                 |
| Loubens                 | 09173      | Loubatons         | 11,73            | 261 (2014)                        | 22                 |
| Malléon                 | 09179      | Malléonois        | 6,78             | 61 (2014)                         | 9                  |
| Montégut-Plantaurel     | 09202      | Montagutains      | 18,95            | 339 (2014)                        | 18                 |
| Rieux-de-Pelleport      | 09245      | Ruxéens           | 8,16             | 1 285 (2014)                      | 157                |
| Saint-Bauzeil           | 09256      | Saint-Bauzeillois | 4,47             | 64 (2014)                         | 14                 |
| Saint-Félix-de-Rieutord | 09258      | Saint-Félixéens   | 6,77             | 457 (2014)                        | 68                 |
| Ségura                  | 09284      | Séguriens         | 8,77             | 180 (2014)                        | 21                 |
| Ventenac                | 09327      | Ventenacois       | 19,62            | 229 (2014)                        | 12                 |
| Verniolle               | 09332      | Verniollais       | 11,26            | 2 359 (2014)                      | 210                |
| Vira                    | 09340      | Virains           | 5,28             | 166 (2014)                        | 31                 |